# Jošua Bengio
Jošua Bengio OC FRS FRSC (rođen 5. marta 1964) kanadski je kompjuterski naučnik, najpoznatiji po svom radu na veštačkim neuronskim mrežama i dubokom učenju. On je profesor na Odeljenju za računarske nauke i operativna istraživanja na Univerzitetu u Montrealu i naučni direktor Montrealskog instituta za algoritme učenja (MILA).
Bengio je dobio ACM A.M. Tjuringovu nagradu 2018. (koja se često naziva „Nobelova nagrada za računarstvo“), zajedno sa Džefrijem Hintonom i Janom Lekanom, za njihov rad na dubokom učenju. Bengio, Hinton i Lekun se ponekad nazivaju „Kumovima veštačke inteligencije“ i „Kumovima dubokog učenja“. Godine 2024, Tajm magazin uvrstio je Bengija na svoju godišnju listu 100 najuticajnijih ljudi. Od avgusta 2024. on je najcitiraniji kompjuterski naučnik na svetu prema h-indeksu.

## Spoljašnje veze
- Mediji vezani za članak Jošua Bengio na Vikimedijinoj ostavi